# Комаром-Эстергом
Комаром-Эстергом (венг. Komárom-Esztergom) — вармедье на севере Венгрии. Административный центр — Татабанья.
На севере медье Комаром-Эстергом проходит граница Венгрии со Словакией (Нитранский край). Комаром-Эстергом граничит с медье Фейер, Веспрем, Дьёр-Мошон-Шопрон и Пешт.

## История
Медье Комаром-Эстергом образовалось после Первой мировой войны в результате объединения областей Комаром и Эстергом. Со времени Второй мировой войны до 1990 г. медье называлось Комаром.

## Города
- Татабанья
- Эстергом
- Тата
- Комаром
- Дорог
- Ньергешуйфалу
- Ач
- Лабатлан
- Бабольна
- Орослань
- Кишбер

## Административно-территориальное деление

### Деление на яраши
С 15 июля 2013 года в Венгрии вступило в силу разделение медье на яраши вместо устаревших районов (киштершегов).
| № | Яраш                                        | Административный центр | Общин | Общин   | Население | Площадь | Плотность | Карта |
| № | Яраш                                        | Административный центр | Всего | Городов | Население | Площадь | Плотность | Карта |
| - | ------------------------------------------- | ---------------------- | ----- | ------- | --------- | ------- | --------- | ----- |
| 1 | Эстергомский яраш (венг. Esztergomi járás)  | Эстергом               | 24    | 4       | 95306     | 537,26  | 177       |       |
| 2 | Кишберский яраш (венг. Kisbéri járás)       | Кишбер                 | 17    | 1       | 19968     | 510,57  | 39        |       |
| 3 | Комаромский яраш (венг. Komáromi járás)     | Комаром                | 9     | 3       | 40107     | 378,76  | 106       |       |
| 4 | Оросланьский яраш (венг. Oroszlányi járás)  | Орослань               | 6     | 1       | 26353     | 199,39  | 132       |       |
| 5 | Татабаньяский яраш (венг. Tatabányai járás) | Татабанья              | 10    | 1       | 88159     | 331,65  | 266       |       |
| 6 | Татаский яраш (венг. Tatai járás)           | Тата                   | 10    | 1       | 40307     | 306,72  | 131       |       |

### Деление на районы
Деление медье на районы (киштершеги) устарело с 15 июля 2013 года. Данные этой таблицы представляют лишь исторический интерес.
В состав медье входили семь районов.
| Район              | Оригинальное название | Адм. центр | Площадь (км²) | Жителей | Муниципалитетов |
| ------------------ | --------------------- | ---------- | ------------- | ------- | --------------- |
| Дорогский район    | Dorogi kistérség      | Дорог      |               | 40 369  | 15              |
| Кишберский район   | Kisbéri kistérség     | Кишбер     |               | 21 109  | 17              |
| Комаромский район  | Komáromi kistérség    | Комаром    |               | 41 231  | 9               |
| Оросланьский район | Oroszlányi kistérség  | Орослань   |               | 27 479  | 6               |
| Татабаньский район | Tatabányai kistérség  | Татабанья  |               | 88 574  | 10              |
| Татский район      | Tatai kistérség       | Тата       |               | 39 783  | 10              |
| Эстергомский район | Esztergomi kistérség  | Эстергом   |               | 56 238  | 9               |

## Известные уроженцы
- Альдор, Янош Ласло (1895—1944) — венгерский живописец.